# Opius ingenticornis
Opius ingenticornis är en stekelart som beskrevs av Fischer 1965. Opius ingenticornis ingår i släktet Opius och familjen bracksteklar. Inga underarter finns listade i Catalogue of Life.